# Baltak
Baltak ist eine australische Metal-Band, die sich auf makedonische Themen spezialisiert hat.

## Geschichte
Die Band wurde 1994 von Gorgoroth, einem in Australien geborenen Sohn makedonischer Immigranten, gegründet, der zusammen mit einigen Mitgliedern der italienischen Band Mortifier außerdem bei Buio Omega aktiv ist. Dieser führt die Band als Soloprojekt und holt sich immer wieder Sessionmusiker für Aufnahmen bzw. Auftritte. 1995 erschien das Debütalbum Macedonian Darkness and Evil über das vom Bandleader gegründete Label Battlegod Productions. 
Das zweite Album Zaginatiot Grad (dt. ‚Die verlorene Stadt‘) erschien 1997 und ist ein Konzeptalbum über Pella, die Hauptstadt Makedoniens. 2000 erschien das Album Kral Na Dva Svetoj (dt. ‚König zweier Welten‘) und Makedonski Boj (‚Makedonischer Krieg‘). Mit der EP Macedonians Liegions Rise erschien 2004 auf From Beyond Productions die bis dato letzte Veröffentlichung von Baltak.
Dagegen ist das Label Battlegod Records weiterhin aktiv und veröffentlichte unter anderem Alben von Pegazus und Saxorior.

## Stil
Musikalisch lehnt sich Baltak an den Black Metal an. Auf Grund der makedonischen Texte nennt Gorgoroth selbst den Stil gelegentlich „Ancient Macedonian Cultural War Metal“. Die Musik ist sehr schnell gespielt. Charakteristisch ist der gutturale Gesang von Gorgoroth, der ein sehr hohes Kreischen ist. Gerade der hohe Gesang und die Monotonie der Veröffentlichungen schreckten viele Rezensenten ab.
Mit Satanismus und Magie, den Themen, mit denen sich der Black Metal beschäftigt, hat Gorgoroth sich nach eigenen Angaben in der Vergangenheit auseinandergesetzt, interessiert sich jedoch eher für sein makedonisches Erbe und die dazugehörige Geschichte. Nach eigenen Angaben folgt er den vorchristlichen makedonischen Göttern.
Die Texte sind in makedonischer Sprache und Schrift gehalten und behandeln das antike Makedonien, vor allem zur Zeit Philipps II. und seines Sohnes Alexanders des Großen. Nur zwei Texte wurden in englischer Sprache verfasst und gesungen, diese stammen von Darko vom Vampir Magazine aus Skopje. Gorgoroth gibt an, er wolle alle über die Sitten Makedoniens und darüber, dass die Makedonen die ersten auf der Balkanhalbinsel gewesen seien, informieren; Makedonien sei niemals Griechenland gewesen, sei es nicht und werde es niemals sein. Gorgoroth äußert zwar, Politik zu hassen, diese sei jedoch immer Teil Makedoniens und werde auch von Baltak behandelt. Zudem gibt er an, seinen Namen geheim zu halten, weil er „wegen [seiner] politischen Mission viele Gegner habe“. Sein Nationalismus und Geschichtsrevisionismus wirken auf viele Interviewpartner, wie Wolf-Rüdiger Mühlmann vom Rock Hard, irritierend und fanatisch. So gab er als Beweggrund für sein Konzeptalbum Zaginatiot Grad an, die Hoffnung zu haben, „daß sich die Mazedonier irgendwann gegen jene erheben, die ihr Land zerstört haben“.

## Diskografie
- 1995: Macedonian Darkness and Evil (Battlegod Production)
- 1997: Zaginatiot Grad (The Lost City) (Battlegod Production)
- 2000: Kral Na Dva Svetoj (King of Two Worlds) (Battlegod Productions)
- 2003: Makedonski Boj (Macedonian War) (Battlegod Productions)
- 2004: Macedonian Legions Rise! (EP, From beyond Productions)